# Juan Curuchet Maggi
Juan Curuchet Maggi, reconocido pintor y paisajista uruguayo, oriundo del departamento de San José y radicado en Florida desde su niñez (1900 - 1974). 
Su obra es reconocida a nivel local y nacional. Ha dejado 3003 cuadros registrados.
En el Centro Cultural Florida puede recorrerse el espacio denominado “Juan Curuchet Maggi”.

## Su obra
En su obra se destacan lugares típicos de la ciudad y de su historia, como el Río Santa Lucía Chico, el lecho rocoso, las barrancas, los árboles y arenales; los ranchos de los alrededores y las plazas.

## Reconocimiento
Don Andrés Martínez Trueba, Presidente de la República y admirador del artista, le solicita un cuadro del Rancho Histórico de Don Basilio Fernández, lugar donde se redactan las leyes de la Independencia, el 25 de agosto de 1825. 
Curuchet realiza una estupenda pintura destinada al Ministerio de Instrucción Pública que junto a su valor artístico está el de su valor histórico y documental.

## Formación
Se inicia a través del vínculo con la troupe ateniense de Chalar, aventajado discípulo de Blanes Viale.
Se destaca también como deportista: es consagrado campeón nacional en 400 metros llanos, en patín y en tiro.